# Cheb Mami
Cheb Mami (Arabiska:شاب مامي), född den 11 juli 1966 i Saida i Algeriet, är en algerisk-född raï-sångare. Hans riktiga namn är Mohamed Khelifati Han är en av de största inom den arabiska musiken och har gjort många låtar med blandning av franska och arabiska. 
Han blev dömd till fem års fängelse den 3 juli 2009 då han tidigare tvingat sin flickvän att göra abort mot sin vilja.
Mami började sin karriär genom att sjunga på bröllop. Hans klagande röst gav honom smeknamnet "Mami", som betyder "den sörjande." År 1982, vid en ålder av 15, deltog han i lhan wa chabab tävling, ett populärt radioprogram baserad i Oran, hem för rai.
Rai, vilket betyder "opinion" eller "råd" har sitt ursprung i västra Algeriet hamnstaden Oran. Dess ursprung ligger i den muntliga traditioner beduin.

## Diskografi (i urval)
- Prince of Rai (1989)
- Let Me Raï (1991)
- Saida (1994)
- Douni El Bladi (1996)
- Meli Meli (1999)
- Dellali (2001)
- Du Sud au Nord (2003)
- Live au Grand Rex (2004)
- Layali (2006)